# Michał Heller
Michał Kazimierz Heller (n. 12 martie 1936, Tarnów, voievodatul Polonia Mică, Polonia) este profesor de filosofie la Universitatea Pontificală Ioan Paul al II-lea din Cracovia, Polonia, și membru asociat al echipei Observatorului Vaticanului. De asemenea, este conferențiar de filosofia științei și logică la Institutul de Teologie din Tarnów. Preot romano-catolic al diecezei de Tarnów, Heller a fost hirotonit în 1959.

## Cariera
Michał Heller a absolvit Universitatea Catolică din Lublin, unde a obținut un masterat în filosofie în 1965 și un doctorat în cosmologie fizică în 1966.
După ce a început o carieră didactică în Tarnów, s-a alăturat corpului profesoral al Academiei Pontificale de Teologie în 1972 și a fost numit profesor cu normă întreagă în 1985. Laureat al unei diplome onorifice din partea Universității Tehnice din Cracovia, a devenit profesor invitat la Universitatea Catolică din Leuven, Belgia, precum și cercetător invitat la Universitatea din Liège, Belgia, Universitatea Oxford și Universitatea din Leicester, Anglia, Universitatea Ruhr din Bochum, Germania, Universitatea Catolică din America și Universitatea din Arizona, SUA, printre altele. Dr. Heller este membru al Academiei Pontificale de Științe.
Cercetările sale actuale se concentrează pe problema singularității în relativitatea generală și pe utilizarea geometriei necomutative în încercarea de a unifica relativitatea generală cu mecanica cuantică. A publicat aproape 200 de articole științifice nu numai despre relativitatea generală și cosmologia relativistă, ci și în filosofie, istoria științei, știință și teologie. De asemenea, este autorul a mai mult de 20 de cărți. În cartea sa „Este fizica o artă?” (Biblos, 1998), el scrie despre subiecte precum matematica înțeleasă ca limbaj al științei și explorează aspecte umaniste precum frumusețea ca criteriu al adevărului, creativitatea și transcendența.
În martie 2008, Heller a primit Premiul Templeton în valoare de 1,6 milioane de dolari (1,3 milioane de euro) pentru cercetările sale aprofundate privind „marile întrebări” filosofice și științifice. Lucrările sale au încercat să reconcilieze „lumea științifică cunoscută cu dimensiunea de necunoscut a lui Dumnezeu”.
Heller intenționează să investească banii din premiu în crearea unui institut de cercetare numit în onoarea lui Nicolaus Copernicus, menit să reconcilieze știința și teologia. Comentând nominalizarea sa pentru Premiul Templeton, Heller a declarat:
„Dacă ne întrebăm despre Univers, trebuie să ne întrebăm despre cauzele legilor matematice. Făcând acest lucru, ne întoarcem la marele plan inițial al lui Dumnezeu pentru Univers. Întrebarea cauzalității ultime: de ce există ceva în loc de nimic?

Când ne punem această întrebare, nu ne întrebăm despre o cauză care este similară cu oricare alta. Ne întrebăm despre cauza din spatele tuturor celorlalte cauze posibile.

Știința este pur și simplu efortul colectiv al minții umane de a citi gândurile lui Dumnezeu din semnele de întrebare din care noi și lumea părem a fi făcuți.”
În 2012, a primit titlul de Doctor honoris causa din partea Universității Jagiellone din Cracovia.

## Premii

### Premiul Templeton
În martie 2008, Heller a primit Premiul Templeton în valoare de 1,6 milioane de dolari (820.000 de lire sterline) pentru cercetările sale filosofice și științifice aprofundate privind „marile întrebări”. Lucrările sale au încercat să reconcilieze „lumea științifică cunoscută cu dimensiunile incognoscibile ale lui Dumnezeu”. La primirea Premiului Templeton, Heller a declarat: 
„Dacă ne întrebăm despre cauza Universului, ar trebui să ne întrebăm despre cauza legilor matematice. Procedând astfel, ne întoarcem la marea schiță a gândirii lui Dumnezeu despre Univers; întrebarea privind cauzalitatea ultimă: de ce există ceva și nu nimic?

Atunci când punem această întrebare, nu întrebăm despre o cauză ca toate celelalte cauze. Ne întrebăm despre rădăcina tuturor cauzelor posibile.

Știința nu este decât un efort colectiv al minții umane de a citi mintea lui Dumnezeu din semnele de întrebare din care noi și lumea din jurul nostru părem a fi făcuți.”
Heller a folosit banii din premiu pentru a înființa Centrul Copernicus pentru Studii Interdisciplinare - un institut care poartă numele  lui Nicolaus Copernicus și care are ca scop cercetarea și popularizarea științei și a filosofiei. De asemenea, este director al Festivalului Copernicus organizat anual la Cracovia.

### Alte distincții
Diplome onorifice de la:
- Academia de Știință și Tehnologie AGH (1996)[8]
- Universitatea Cardinal Stefan Wyszyński din Varșovia (2009)[9]
- Universitatea de Științe ale Vieții din Poznań (2010)[10]
- Universitatea de Tehnologie din Varșovia (2012)
- Universitatea Jagiellonă (2012)[11]
- Universitea de Științe ale Vieții din Lublin (2014)
- Universitea Sileziei din Katowice (2015)[12]
- Universitatea Pontificală Ioan Paul al II-lea din Cracovia (2016)[13]
- Universitatea de Tehnologie din Rzeszów (2018)[14]

## Afilieri
- Academia Poloneză de Învățământ
- Academia Pontificală de Științe
- Societatea Europeană de Fizică
- Uniunea Astronomică Internațională
- Societatea Internațională pentru Relativitate Generală și Gravitație
- Societatea Internațională pentru Studiul Timpului
- Societatea Internațională pentru Știință și Religie

## Lucrări

### Cărți – Fizică și Cosmologie
- The Science of Space-Time, with Derek Jeffrey Raine, Pachart Publishing House, Tucson 1981, ISBN: 09-1291-812-8
- Encountering the Universe, Pachart Publishing House, Tucson 1982, ISBN: 09-1291-807-1
- Questions to the Universe – Ten Lectures on the Foundations of Physics and Cosmology, Pachart Publishing House, Tucson 1986, ISBN: 08-8126-008-8
- Theoretical Foundations of Cosmology – Introduction to the Global Structure of Space-Time, World Scientific, Singapore–London 1992, ISBN: 978-98-1020-756-4
- Lemaître, Big Bang and the Quantum Universe, Pachart, Tucson 1996, ISBN: 978-08-8126-285-8
- Some Mathematical Physics for Philosophers, Pontifical Council for Culture, Pontifical Gregorian University, Vatican City–Rome 2005, ISBN: 978-88-2097-724-5
- Ultimate explanations of the universe, transl. by Teresa Bałuk-Ulewiczowa, Springer, 2009, ISBN: 978-36-4202-102-2

### Cărți – Filosofie și Teologie
- The World and the Word – Between Science and Religion, Pachart Publishing House, Tucson 1986, ISBN: 978-08-8126-724-2
- The New Physics and a New Theology, transl. by G. V. Coyne, T.M. Sierotowicz, Vatican Observatory Publications 1996, ISBN: 02-6801-479-5
- Creative Tension. Essays on Science & Religion, Templeton Foundation Press, Philadelphia–London 2003, ISBN: 19-3203-134-0
- A Comprehensible Universe. The Interplay of Science and Theology, with George Coyne, Springer, New York 2008, ISBN: 978-35-4077-624-6, ISBN: 978-36-4209-637-2
- The Sense of Life and the Sense of the Universe, Copernicus Center Press, Cracow 2010, ISBN: 978-83-6225-902-1
- Philosophy in Science: An Historical Introduction, Springer, 2011, ISBN: 978-36-4217-704-0
- Philosophy of Chance. A cosmic fugue with a prelude and a coda, Copernicus Center Press, Cracow 2012, ISBN: 978-83-7886-000-6

### Articole
- The Origins of Time, in: The Study of Time IV, ed. by J.T. Fraser, N. Lawrence, D. Park, Springer Verlag, New York–Heidelberg–Berlin 1981, pp. 90–93, ISBN: 03-8790-594-4
- Algebraic Self-Duality as the "Ultimate Explanation", Foundations of Science, 9, 2004, pp. 369–385